# Voor-Oeral

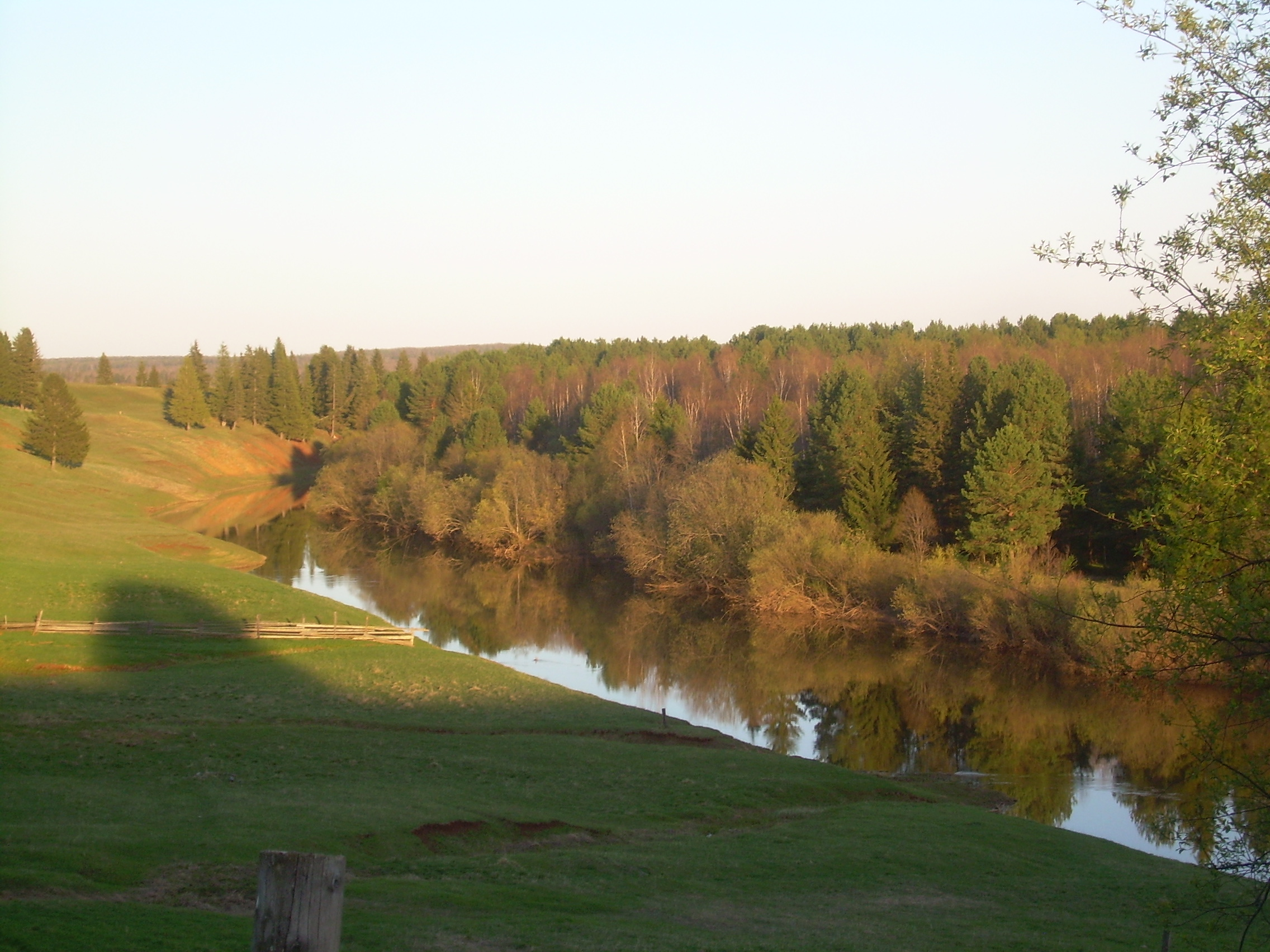
Bovenloop van de Kama in Oedmoertië

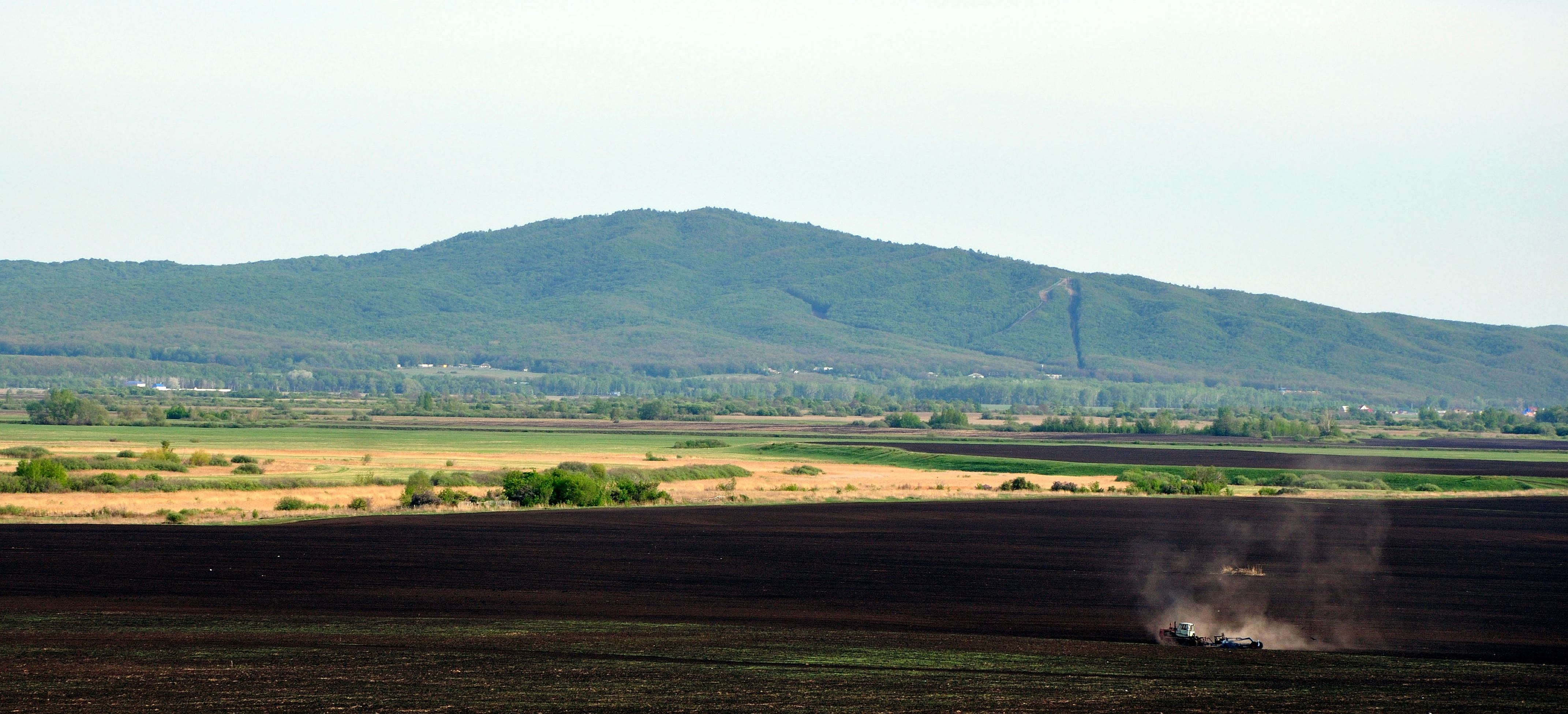
Zirgantaoe (488 m. hoog)

De Voor-Oeral (Russisch: Приуралье; Prioeralje) omvat de gebieden voor en achter de Oeral, die de uitlopers vormen van dit gebergte. Deze worden onderverdeeld in het gebied ten westen van de Oeral; Cis-Oeral (predoeralje) in de richting van het Russisch Laagland en het gebied ten oosten van de Oeral; Trans-Oeral (Zaoeralje) naar het West-Siberisch Laagland. De aanduiding Cis-Oeral wordt vooral gebruikt voor de vlakte in het oosten van het Russisch Laagland tot aan de uitlopers van het Oeralgebergte. De foto van de bovenloop van de Kama is in het noorden van de Cis-Oeral, die van de Zirgantaoe in Basjkortostan in het zuiden.